# 杨讷维
杨讷维（1912年10月22日—1982年4月11日），原名日基，笔名聂横、若为、粟芒，男，广西藤县人，中国版画家，曾任中国美术家协会理事。